# Pulau Kijang (Kuantan Hilir)
Pulau Kijang is een bestuurslaag in het regentschap Kuantan Singingi van de provincie Riau, Indonesië. Pulau Kijang telt 1141 inwoners (volkstelling 2010).